# Kamieniuszka
Kamieniuszka, kaczka wzorzysta (Histrionicus histrionicus) – gatunek średniej wielkości ptaka wodnego z rodziny kaczkowatych (Anatidae). Zamieszkuje północno-wschodnią i wschodnią Azję, Amerykę Północną, Grenlandię i Islandię. Wyjątkowo zalatuje do Polski. Nie jest zagrożony wyginięciem.

## Systematyka
Gatunek ten po raz pierwszy zgodnie z zasadami nazewnictwa binominalnego opisał w 1758 roku Karol Linneusz w 10. edycji Systema Naturae. Autor nadał gatunkowi nazwę Anas histrionica. Podał, że występuje w Ameryce; później miejsce typowe uściślono na Nową Fundlandię, gdyż taką lokalizację podał George Edwards, o którego publikację Linneusz oparł swój opis (Edwards opisał kamieniuszkę w 1747 roku pod angielską nazwą The Dusky and Spotted Duck, a do opisu dołączył tablicę barwną). Obecnie gatunek umieszczany jest w monotypowym rodzaju Histrionicus.
Jest to gatunek monotypowy. Pacyficzną populację czasami wyodrębnia się w podgatunek pacificus, lecz odrębność tego taksonu jest sporna i zachodzi potrzeba dalszych badań.

## Morfologia
Wymiary średniedługość ciała ok. 38–53 cm
długość skrzydła 18–21 cm
rozpiętość skrzydeł ok. 63–71 cm
masa ciała ok. 500–800 g (średnio 680 g)
Cechy gatunkuSamiec w szacie godowej ma głowę, szyję, pierś, brzuch i grzbiet, a także proksymalną część skrzydła ciemnogranatową, pokrywy ogonowe i ogon oraz części dystalne skrzydeł czarne, boki rdzawe. Między okiem a nasadą dzioba biała, czarno obwiedziona plama przechodząca nad okiem w poziomy rdzawy pas. Biała, okrągła, czarno obwiedziona plama również w okolicy otworu słuchowego, podobna, sierpowata plama na szyi. Również białe, czarno obwiedzione są: obroża na szyi, dwa podłużne pasy na grzbiecie, parzysty, poprzeczny pas na piersi i dwa pasy na proksymalnej części skrzydła. Samica szarobrązowa z oliwkowym odcieniem, rozjaśnieniem na spodzie i białawymi plamami nad i pod okiem oraz w okolicy otworu słuchowego zewnętrznego. Samiec w upierzeniu spoczynkowym i młode podobne do samicy.

## Występowanie
Gatunek zamieszkuje Syberię na wschód od Bajkału, Aleuty, obszar od Alaski na południe przez zachodnią Kanadę po północno-zachodnie USA (najdalej wysunięte na południe stanowiska znajdują się w stanach Oregon i Wyoming), wschodnią Kanadę (od południowo-wschodniej części Ziemi Baffina po Zatokę Świętego Wawrzyńca), Grenlandię i Islandię. Zimuje na południe od swojego zasięgu lęgowego wzdłuż wybrzeży, osiągając na południu Koreę i Japonię, a w USA północną Kalifornię i Maryland. Sporadycznie zalatuje do Europy (do Polski wyjątkowo), Chin, Japonii i na południe USA.
W Polsce stwierdzona ostatnio w marcu 1987 roku w Robczysku (obecnie woj. wielkopolskie), a wcześniej – w 1887 roku.

## Ekologia

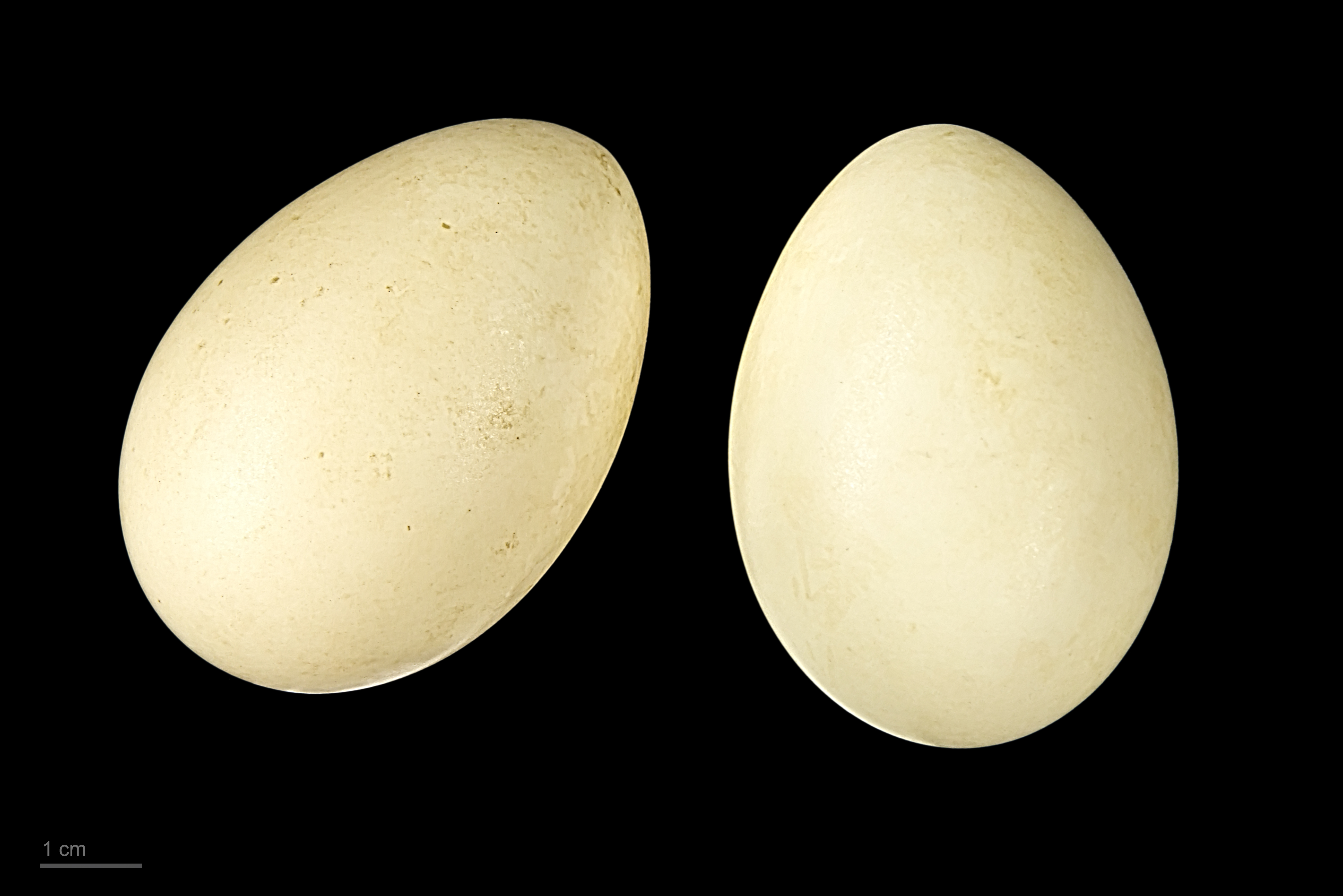
Jaja z kolekcji muzealnej

BiotopGórskie strumienie i rzeki w tundrze o wartkim nurcie. Zimuje na morskim wybrzeżu i wielkich jeziorach.
GniazdoNa ziemi, w szczelinach między kamieniami. Tworzy niewielkie kolonie.
JajaW ciągu roku wyprowadza jeden lęg, składając w maju – czerwcu 3 do 10 kremowych lub bladoróżowawych jaj o średnich wymiarach 54 × 38 mm i średniej masie 38 g.
Wysiadywanie, pisklętaJaja wysiadywane są przez okres 27 do 30 dni przez samicę. Pisklęta usamodzielniają się po 56–70 dniach.
PożywienieKamieniuszka w górskich rzekach odżywia się larwami meszek, chruścików i jętek oraz ikrą ryb. Na wybrzeżu żywi się ślimakami, krabami oraz małżami, zaś pod koniec zimy gromadzą się na tarło śledzia.

## Status i ochrona
W Czerwonej księdze gatunków zagrożonych Międzynarodowej Unii Ochrony Przyrody kamieniuszka nieprzerwanie od 1988 roku klasyfikowana jest jako gatunek najmniejszej troski (LC – Least Concern). Liczebność światowej populacji w 2015 roku, według szacunków organizacji Wetlands International, mieściła się w przedziale około 190–380 tysięcy osobników. Globalny trend liczebności populacji uznawany jest za wzrostowy.
W Polsce kamieniuszka jest objęta ścisłą ochroną gatunkową.